# Dolany (Červené Pečky)
Dolany jsou vesnice v okrese Kolín, součást městyse Červené Pečky. Nachází se asi 1,8 kilometru východně od Červených Peček. Dolany leží v katastrálním území Dolany u Červených Peček o rozloze 3,05 km².

## Historie
První písemná zmínka o vesnici pochází z roku 1380.